# 10734 Wieck
10734 Wieck este un asteroid din centura principală de asteroizi.

## Descriere
10734 Wieck este un asteroid din centura principală de asteroizi. A fost descoperit pe 13 februarie 1988 la Observatorul La Silla de Eric Walter Elst. El prezintă o orbită caracterizată de o semiaxă mare de 3,02 ua, o excentricitate de 0,05 și o înclinație de 9,4° în raport cu ecliptica.